# 回龙镇 (德庆县)
回龙镇，是中华人民共和国广东省肇庆市德庆县下辖的一个乡镇级行政单位。

## 行政区划
回龙镇下辖以下地区：
回龙镇社区、回龙村、戴垌村、宾村、陈村、大塘村、升平村、六水村、建丰村和建发村。